# Lomariopsis congoensis
Lomariopsis congoensis är en ormbunkeart som beskrevs av Holtt. Lomariopsis congoensis ingår i släktet Lomariopsis och familjen Lomariopsidaceae. Inga underarter finns listade.